# Brückner & Brückner Architekten
Brückner & Brückner Architekten ist ein deutsches Architekturbüro mit Büros in Tirschenreuth und Würzburg.

## Geschichte
Gegründet wurde das Familienunternehmen 1972 in Tirschenreuth von Bauingenieur Klaus-Peter Brückner (1939–2011) als Ingenieurbüro Brückner. Nachdem dessen Sohn Peter Brückner (* 1962) nach dem Architekturstudium mit einstieg, wurde das Unternehmen in Architektur- und Ingenieurbüro Brückner & Brückner Architekten umfirmiert. Nach abgeschlossenem Architekturstudium an der Staatlichen Akademie der Bildenden Künste Stuttgart stieg 1996 auch der zweite Sohn Christian Brückner (* 1971) mit ein.
Seit dem Tod des Vaters arbeiten die Söhne unter dem heutigen Namen Brückner & Brückner Architekten zusammen.
Die beiden Inhaber, Peter Brückner und Christian Brückner, wurden im Jahr 2014 ad personam als ordentliche Mitglieder der Klasse der Künste und Kunstwissenschaften in die Sudetendeutsche Akademie der Wissenschaften und Künste aufgenommen.

## Bauten
Die erste Auszeichnung erhielt das Büro 1998 mit der Auszeichnung „Das Goldene Haus ’98“ der Landesbausparkasse für ein Wohnhaus in Tirschenreuth.

### Kulturspeicher, Würzburg

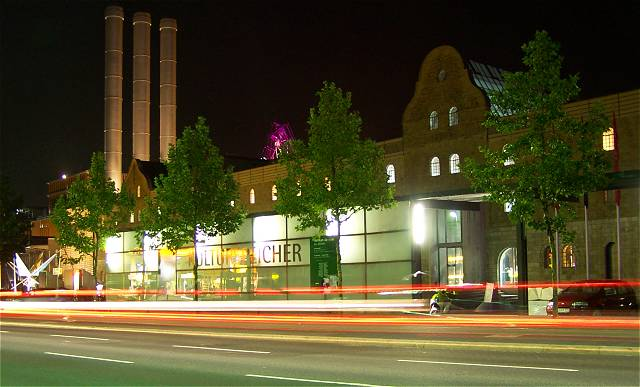
Frontseite des Kulturspeichers in Würzburg bei Nacht

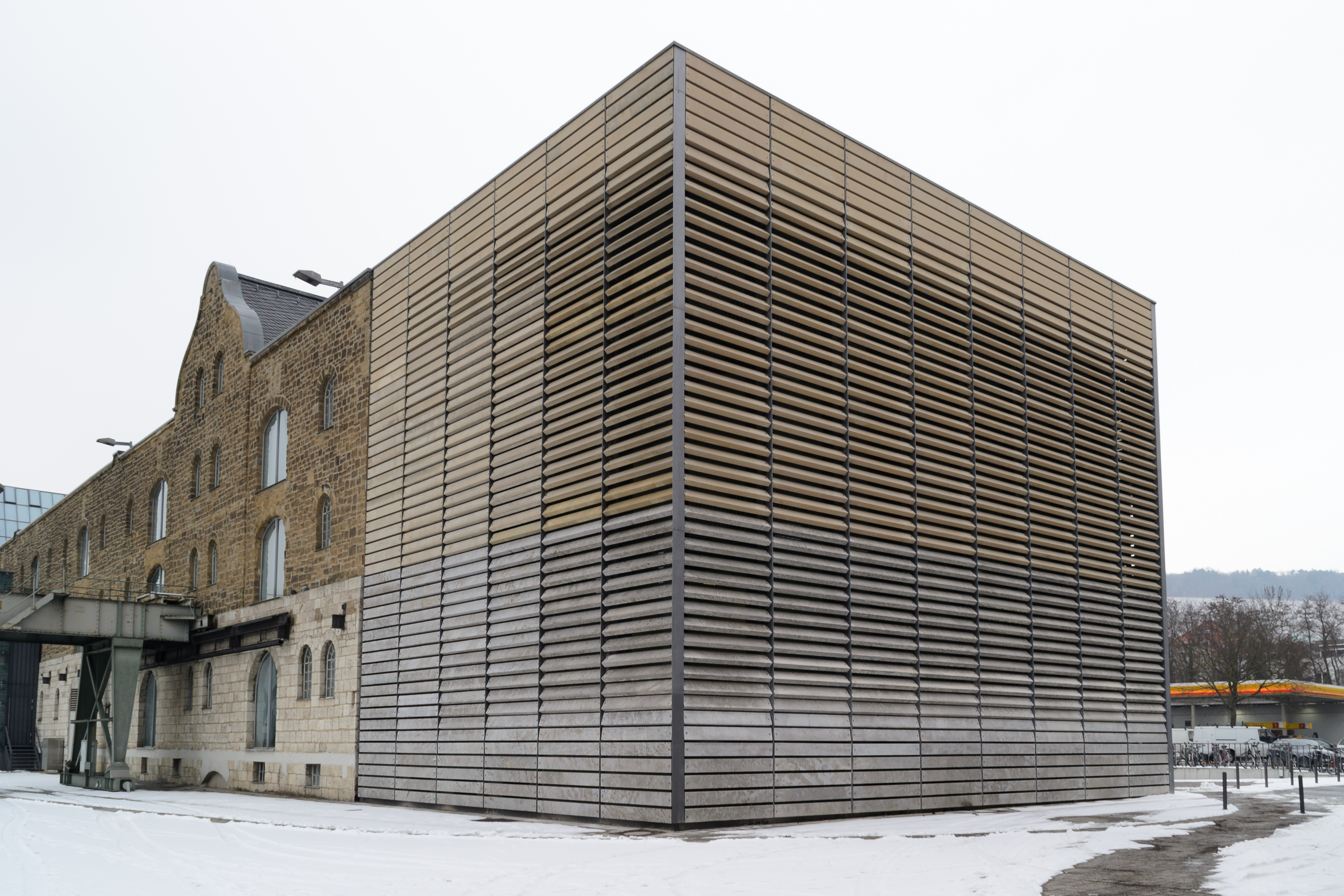
Erweiterungsbau

Die Entwurfsarbeiten für den Umbau des brach liegenden Speichergebäudes zum Kulturspeicher in Würzburg wurden prämiert. 2004 nahm Brückner & Brückner mit den Arbeiten im deutschen Pavillon „Deutschlandschaft – Epizentren der Peripherie“ bei der Internationale Architektur-Biennale in Venedig teil. Folgende Ehrungen erhielt das Büro für den Würzburger Kulturspeicher:
- 1999: Preis der Deutschen Bank
- 2002: BDA-Preis Franken
- 2002: Balthasar-Neumann-Preis
- 2002: Design-Plus-Preis der Messe Frankfurt für die Museumsleuchte „White Plane“
- 2003: Anerkennung zum Deutschen Architekturpreis
- 2003: selected work, Mies-van-der-Rohe-Preis
- 2003: Besondere Anerkennung beim Deutschen Naturstein-Preis
- 2003: BDA-Preis Bayern
- 2004: Murjahn-Medaille beim AIT Architekturpreis Struktur-Farbe-Oberfläche
- 2006: Best Architects 07

### Wohnhaus, Weiden in der Oberpfalz
„Wohnhaus K.“ in Weiden in der Oberpfalz
- 2010: „Das Goldene Haus 2010“, Das Haus / LBS
- 2011: Deutscher Bauherrenpreis in der Kategorie „Hohe Qualität – Tragbare Kosten“

### Ort der Begegnung, Bärnau
Ort der Begegnung in Bärnau.
- 2003: commended work, ar+d award, London
- 2003: Sonderauszeichnung BDA-Preis Niederbayern/Oberpfalz
- 2006: best architects 07
- 2013: Iconic Awards

### Pfarrkirche St. Peter, Wenzenbach

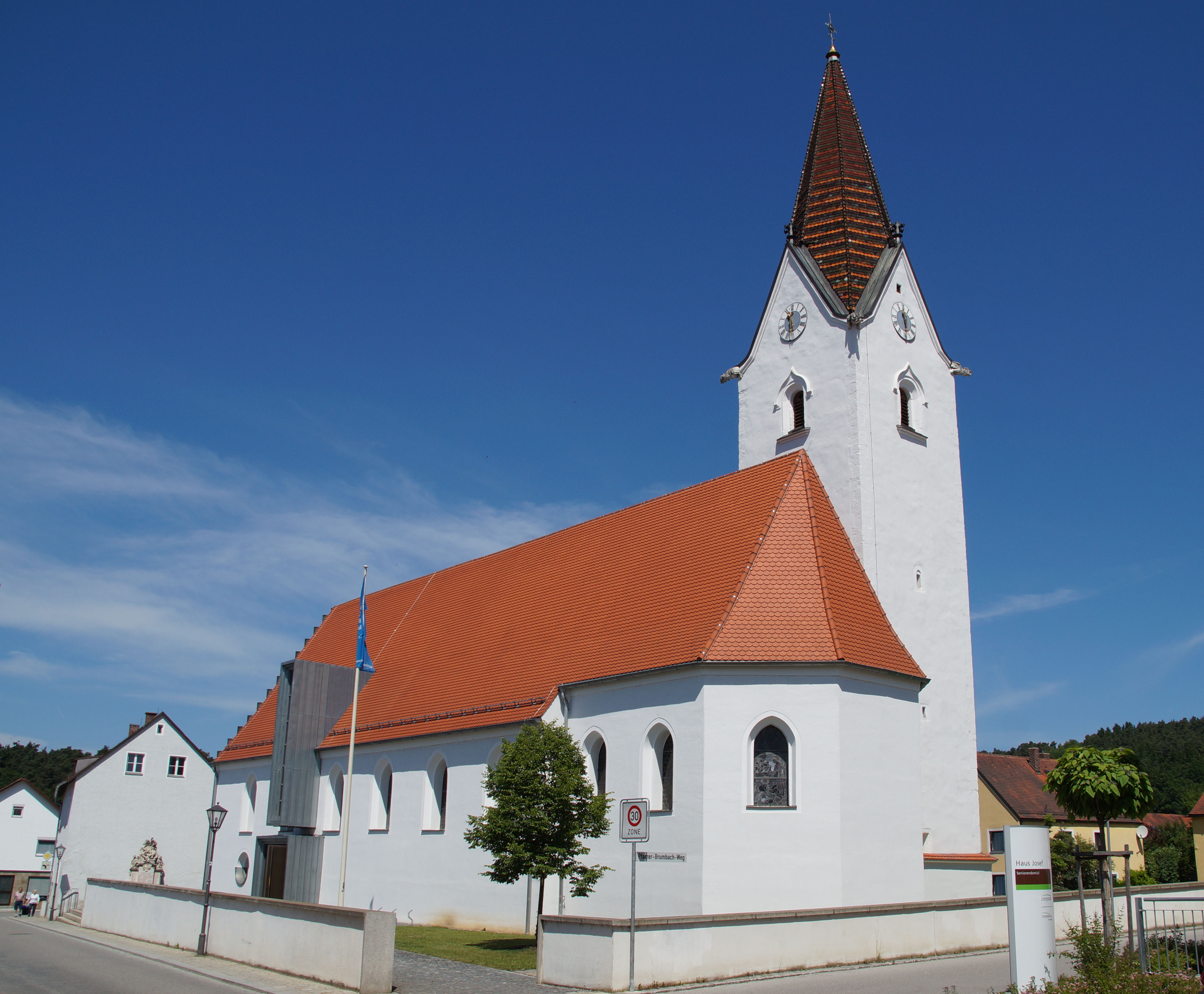
Pfarrkirche St. Peter in Wenzenbach

Umbau und Sanierung der Pfarrkirche St. Peter in Wenzenbach
- 2004: Nominierung für den Piranesi Award, Piran
- 2005: Anerkennung für den BDA-Regionalpreis Niederbayern-Oberpfalz
- 2005: Nominierung für den Mies-van-der-Rohe-Preis
- 2006: Anerkennung – Holzbaupreis Bayern
- 2011: Jurypreis bei Aktuelle Architektur in der Oberpfalz, Band III (für das Kulturzentrum Schönsee; den Hörsaal der OTH-AW in Weiden in der Oberpfalz, die IGZ Softwarescheune in Falkenberg und die Pfarrkirche St. Peter in Wenzenbach)

### Granitzentrum Bayerischer Wald (Granitmuseum), Hauzenberg
→ siehe auch: Hauzenberger Granit

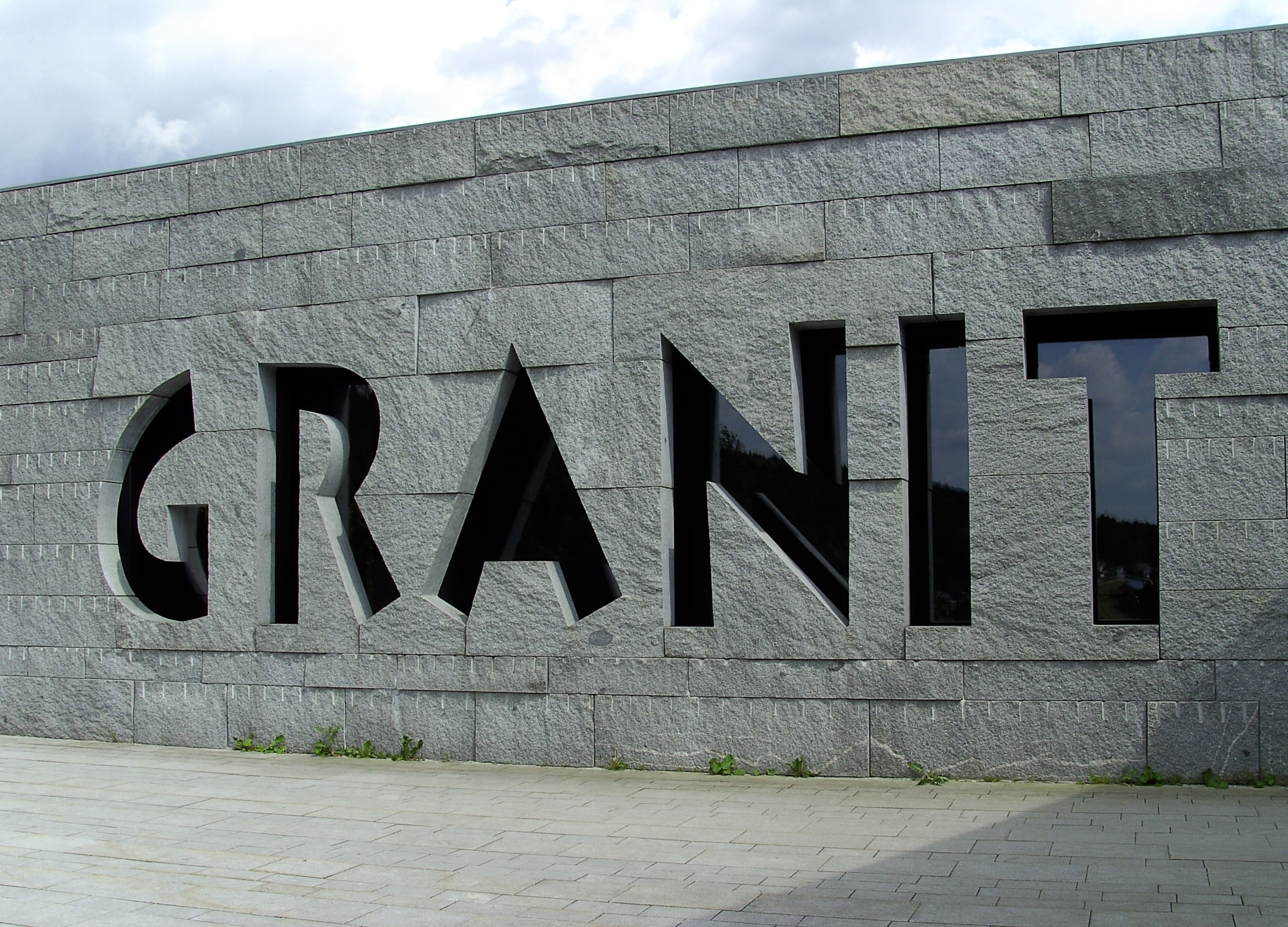
Eingangsbereich des Granitzentrums Bayerischer Wald in Hauzenberg

- 2005: Auszeichnung BDA-Regionalpreis Niederbayern-Oberpfalz
- 2006: best architects 07
- 2007: Lobende Erwähnung beim Deutschen Natursteinpreis
- 2013: Iconic Awards

### Heizkraftwerk Würzburg
Umbau des Heizkraftwerks Würzburg

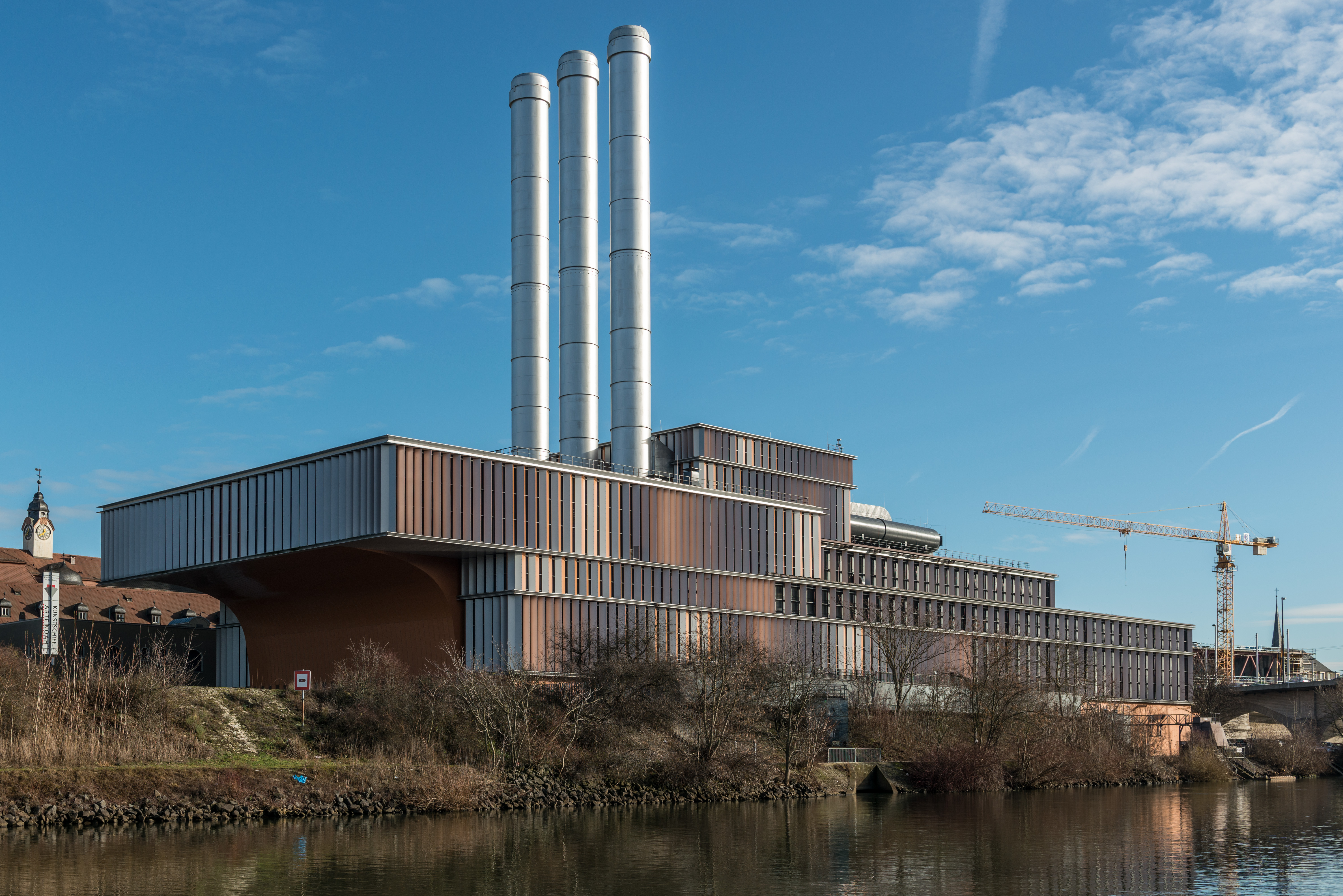
Heizkraftwerk Würzburg (Westansicht)

- 2007: 2. Preis – Verzinkerpreis für Architektur und Metallgestaltung
- 2007: Auszeichnung in Gold, best architects 08
- 2013: Iconic Awards

### Kulturzentrum, Schönsee

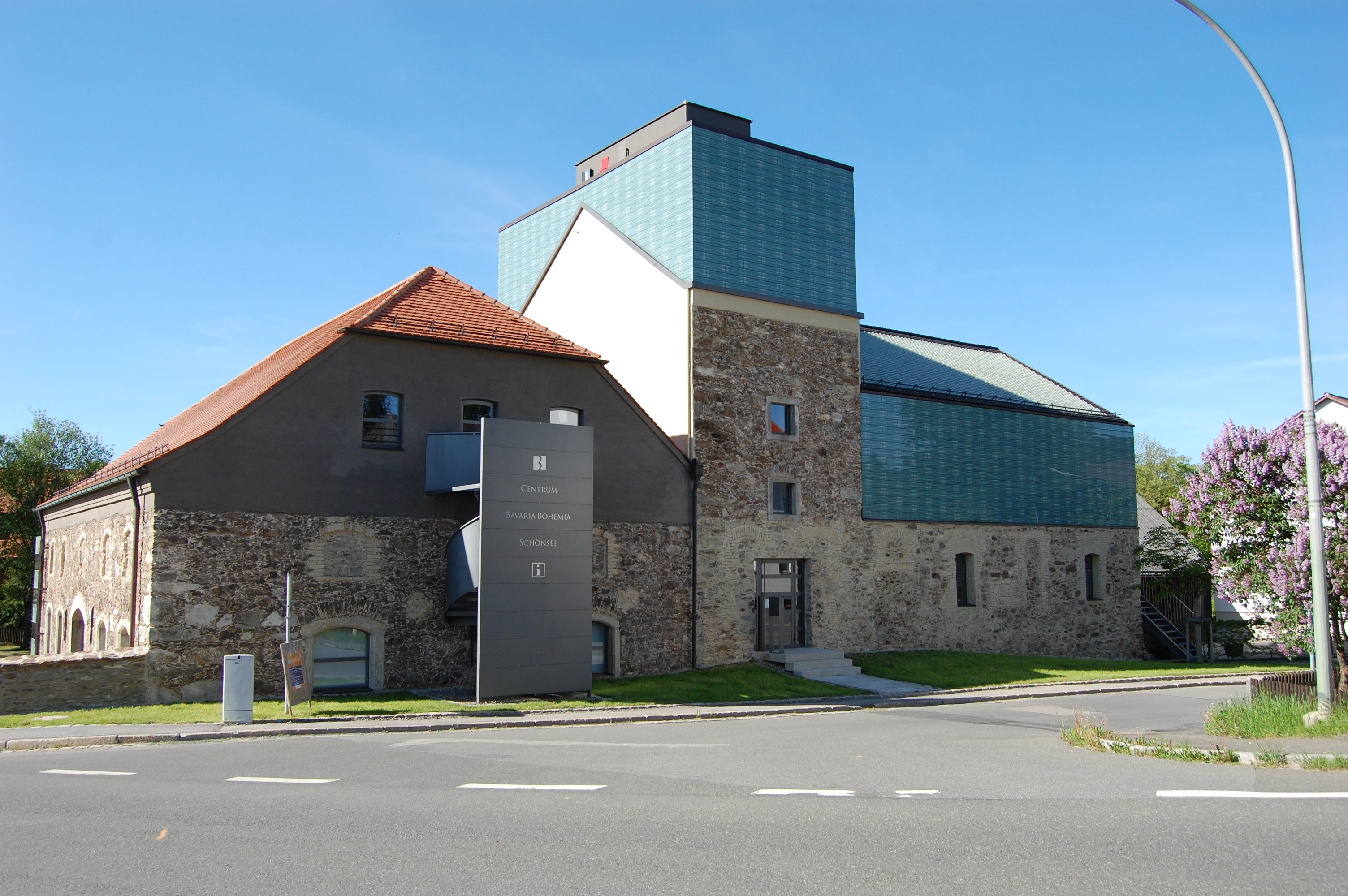
Centrum Bavaria Bohemia

Umbau des ehemaligen Kommunbräuhauses von Schönsee zum Kulturzentrum Centrum Bavaria Bohemia
- 2007: Auszeichnung beim best architects 08-Award
- 2009: Auszeichnung BDA-Regionalpreis Niederbayern-Oberpfalz
- 2009: Bayerischer Bauherrenpreis in der Kategorie „Stadterneuerung – Energieeffiziente Erneuerung“
- 2011: Jurypreis bei Aktuelle Architektur in der Oberpfalz, Band III (für das Kulturzentrum Schönsee; den Hörsaal der OTH-AW in Weiden in der Oberpfalz, die IGZ Softwarescheune in Falkenberg und die Pfarrkirche St. Peter in Wenzenbach)

### Schloss Hohenkammer
Umbauten im Bereich des Schloss Hohenkammer
- 2007: Anerkennung – Deutscher Holzbaupreis für den Pavillon der Baronessvilla
- 2009: Architekturpreis Zukunft Wohnen in der Kategorie „Wohnen in der Gemeinschaft“, Bundesverband der Deutschen Zementindustrie, für das Empfangs- und Gästehaus
- 2013: best architects 14-Award für das Empfangs- und Gästehaus

### IGZ, Falkenberg
Planungen für Bauten der Firma IGZ Logistics+IT in Falkenberg
- 2007: Deutscher Holzbaupreis für die Softwarescheune
- 2008: 2. Preis in der Kategorie „Office“, contractworld.award für die Softwarescheune
- 2009: Anerkennung BDA-Regionalpreis Niederbayern-Oberpfalz für die Softwarescheune
- 2011: Jurypreis bei Aktuelle Architektur in der Oberpfalz, Band III (für das Kulturzentrum Schönsee; den Hörsaal der OTH-AW in Weiden in der Oberpfalz, die IGZ Softwarescheune in Falkenberg und die Pfarrkirche St. Peter in Wenzenbach)
- 2013: best architects 14-Award für das Projekt IGZ II

### Gästehaus St. Joseph – Abtei Waldsassen
Gästehaus St. Joseph für ein Kultur- und Begegnungszentrum der Abtei Waldsassen
- 2011: Bayerischer Tourismus-Architektur-Preis „artouro“
- 2012: Anerkennung für den Otto-Borst-Preis für Stadterneuerung

### Weitere Projektehrungen

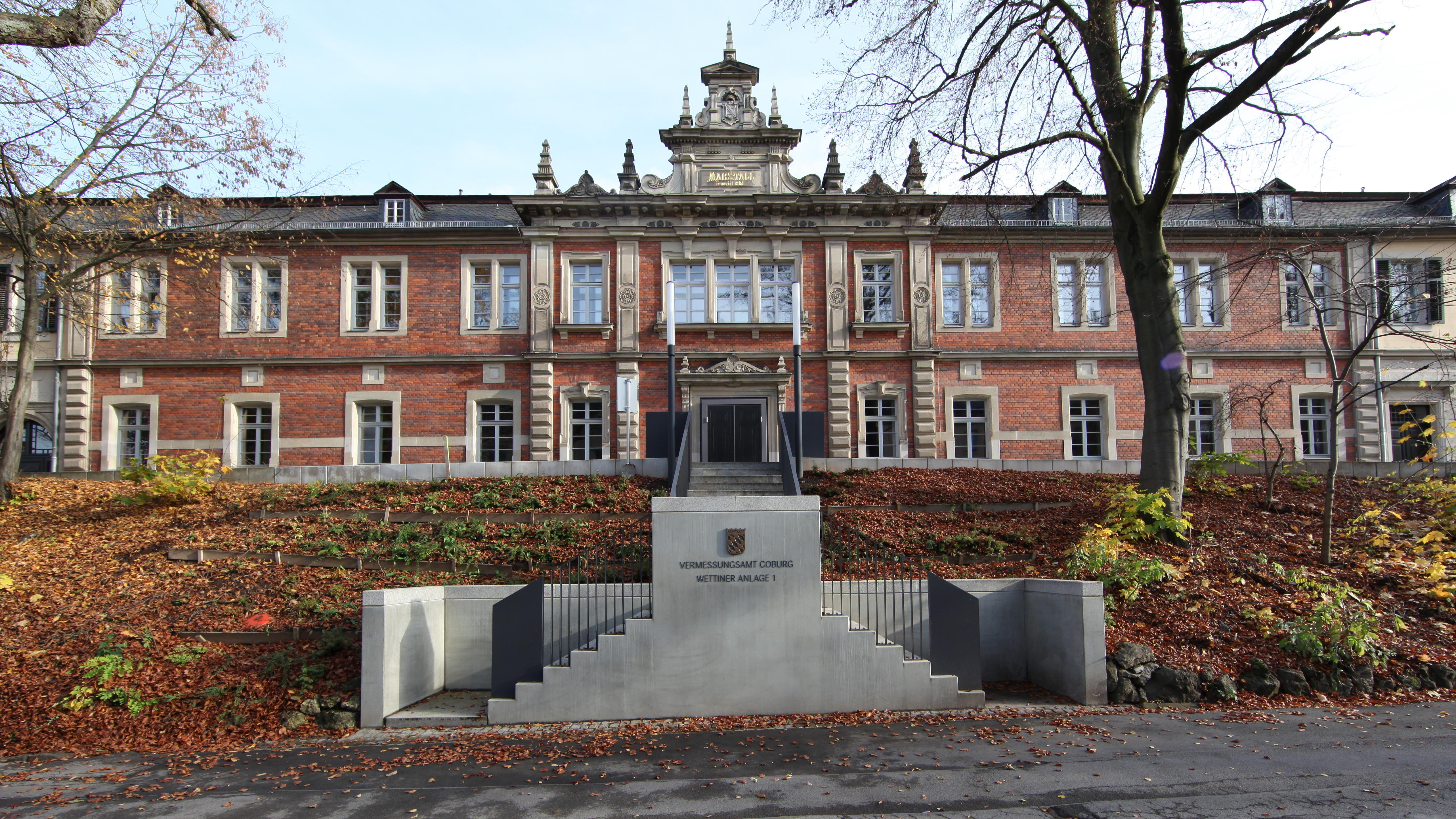
Vermessungsamt Coburg im Marstall

- 2000: Architekturpreis Ziegelforum für Kapelle des BRK-Seniorenzentrums, Tirschenreuth
- 2001: Architekturpreis des Bayerischen Ziegelforums für die Kapelle des BRK-Seniorenzentrums in Tirschenreuth[4]
- 2003: Anerkennung zum BDA-Preis Niederbayern/Oberpfalz 2003 mit dem „Haus in der Landschaft“, Bärnau
- 2006: Anerkennung für den BDA-Regionalpreis Franken für die Spielbank in Bad Kissingen
- 2010: Anerkennung – Holzbaupreis Bayern für Pfarrzentrum, Wonfurt
- 2011: Nominierung für den Bayerischen Tourismus-Architektur-Preis „artouro“ für die Heusterzbrücke über die Tirschenreuther Waldnaab[5]
- 2011: Deutscher Holzbaupreis für die Kapelle des Charitas-Pirkheimer-Hauses, Nürnberg
- 2011: Anerkennung für den Deutschen Fassadenpreis für vorgehängte hinterlüftete Fassaden (FVHF) für das Haus Papst Benedikt XVI., Neue Schatzkammer und Wallfahrtsmuseum, Altötting
- 2012: BDA-Auszeichnung „Gute Bauten in Franken“ für den Umbau der Offene Kirche St. Klara, Nürnberg
- 2012: Auszeichnung / Gestaltungspreis Wüstenrotstiftung „Zukunft der Vergangenheit“ (Pfarrzentrum Christkönig, Schweinfurt)
- 2013: Medaille für die hervorragende Renovierung vom Verein Stadtbild Coburg e.V. für das Vermessungsamt Coburg
- 2015: Sonderpreis – Deutscher Ziegelpreis für Vermessungsamt, Coburg

## Kulturpreise
- 2003: Kulturpreis des Bezirks Oberpfalz in der Kategorie „Neues Bauen in der Region“
- 2009: Kulturpreis Bayern
- 2009: Nordgaupreis des Oberpfälzer Kulturbundes in der Kategorie „Heimatpflege“